# Chloropoea epacoides
Chloropoea epacoides är en fjärilsart som beskrevs av Ungemach 1932. Chloropoea epacoides ingår i släktet Chloropoea och familjen praktfjärilar. Inga underarter finns listade i Catalogue of Life.